# 三溪镇 (武胜县)
三溪镇是中国四川省武胜县下辖镇，位于武胜县东北部，与鼓匠、鸣钟、飞龙和岳池县的排楼、新场、断桥等乡镇为邻。因乡治所三溪铺在罗斗岩、土堰与长滩寺三条溪河汇合处，故名三溪。面积33.7平方公里，人口7908户，26547人。镇人民政府驻三溪铺，距县城10公里。

## 历史沿革
清属升平里新场；民国31（1942年）年2月析新场乡（今岳池县新场镇）地置三溪乡；1958年10月，三溪乡改名三溪公社；后又于1966年11月改名自立公社；1984年3月废除公社，复名三溪乡；1992年9月，三溪乡与鼓匠乡合并建立三溪镇；1994年6月，三溪镇与鼓匠乡分离。

## 地理
全镇积达33.8平方公里，西北高，逐渐向东南方向倾斜，属浅丘地形。溪河纵横，长滩寺河从东北向西南穿境而过。箩篼岩河，土堰溪从西北婉转向东南于三溪镇汇入长滩寺河。

## 行政区划
三溪镇下辖以下地区：
天桥路社区、三溪村、五里村、花岭村、明灯村、驴子岩村、箩蔸岩村、郭家桥村、白果湾村、长深村、石亭村、谷花村、黄明桥村、练山坝村、观音桥村、桐子岩村、沈家垄村和一号桥村。

## 经济
经济以农业为主，耕地面积达17598亩，其中田面积14140亩；土面积3458亩。劳务输出是农村经济支柱。全镇粮食总产1478万公斤，亩产559公斤，其中水稻907万公斤，亩产608公斤，油菜籽282200公斤，蚕茧89800公斤，生猪年末圈存16790头，年内出槽21273头。

## 教育
三溪镇有三溪初中、三溪小学、观音小学3所学校，1572名学生。